# Золотой глобус (премия, 1964)
21-я церемония вручения наград премии «Золотой глобус»

11 марта 1964 года
Лучший фильм (драма): 

«Кардинал»
Лучший фильм (комедия или мюзикл): 

«Том Джонс»
< 20-я Церемонии вручения 22-я >
21-я церемония вручения наград премии «Золотой глобус» за заслуги в области кинематографа и телевидения за 1963 год состоялась 11 марта 1964 года в Cocoanut Grove, Ambassador Hotel (Лос-Анджелес, Калифорния, США). Номинанты были объявлены 27 января 1964.

## Список лауреатов и номинантов
• Победители выделены отдельным цветом. 

### Игровое кино
| Категории                                                                                                | Лауреаты и номинанты                                                                         | Лауреаты и номинанты                                                              |
| --- | -------------------------------------------------------------------------------------------- | --------------------------------------------------------------------------------- |
| Лучший фильм (драма)                                                                                     | • Кардинал / The Cardinal                                                                    | • Кардинал / The Cardinal                                                         |
| Лучший фильм (драма)                                                                                     | • Америка, Америка / America America                                                         |                                                                                   |
| Лучший фильм (драма)                                                                                     | • Капитан Ньюмен, доктор медицины / Captain Newman, M.D.                                     |                                                                                   |
| Лучший фильм (драма)                                                                                     | • Сторож / The Caretakers                                                                    |                                                                                   |
| Лучший фильм (драма)                                                                                     | • Клеопатра / Cleopatra                                                                      |                                                                                   |
| Лучший фильм (драма)                                                                                     | • Большой побег / The Great Escape                                                           |                                                                                   |
| Лучший фильм (драма)                                                                                     | • Хад / Hud                                                                                  |                                                                                   |
| Лучший фильм (драма)                                                                                     | • Полевые лилии / Lilies of the Field                                                        |                                                                                   |
| Лучший фильм (комедия или мюзикл)                                                                        | • Том Джонс / Tom Jones                                                                      | • Том Джонс / Tom Jones                                                           |
| Лучший фильм (комедия или мюзикл)                                                                        | • Нежная Ирма / Irma la Douce                                                                |                                                                                   |
| Лучший фильм (комедия или мюзикл)                                                                        | • Под деревом любви / Under the Yum Yum Tree                                                 |                                                                                   |
| Лучший фильм (комедия или мюзикл)                                                                        | • Пока, пташка / Bye Bye Birdie                                                              |                                                                                   |
| Лучший фильм (комедия или мюзикл)                                                                        | • Этот безумный, безумный, безумный, безумный мир / It's a Mad, Mad, Mad, Mad World          |                                                                                   |
| Лучший фильм (комедия или мюзикл)                                                                        | • Щекотливое дело / A Ticklish Affair                                                        |                                                                                   |
| Лучший режиссёр                                                                                          |                                                                                              | • Элиа Казан за фильм «Америка, Америка»                                          |
| Лучший режиссёр                                                                                          | • Холл Бартлетт — «Сторож»                                                                   |                                                                                   |
| Лучший режиссёр                                                                                          | • Джордж Инглунд — «Гадкий американец» (англ.)                                               |                                                                                   |
| Лучший режиссёр                                                                                          | • Джозеф Л. Манкевич — «Клеопатра»                                                           |                                                                                   |
| Лучший режиссёр                                                                                          | • Отто Премингер — «Кардинал»                                                                |                                                                                   |
| Лучший режиссёр                                                                                          | • Тони Ричардсон — «Том Джонс»                                                               |                                                                                   |
| Лучший режиссёр                                                                                          | • Мартин Ритт — «Хад»                                                                        |                                                                                   |
| Лучший режиссёр                                                                                          | • Роберт Уайз — «Призрак дома на холме»                                                      |                                                                                   |
| Лучшая мужская роль (драма)                                                                              |                                                                                              | • Сидни Пуатье — «Полевые лилии» (за роль Гомера Смита)                           |
| Лучшая мужская роль (драма)                                                                              | • Марлон Брандо — «Гадкий американец» (за роль посла Харрисона Картера МакУайта)             |                                                                                   |
| Лучшая мужская роль (драма)                                                                              | • Статис Ялелис — «Америка, Америка» (за роль Ставроса Топозоглу)                            |                                                                                   |
| Лучшая мужская роль (драма)                                                                              | • Рекс Харрисон — «Клеопатра» (за роль Юлия Цезаря)                                          |                                                                                   |
| Лучшая мужская роль (драма)                                                                              | • Стив Маккуин — «Любовь с подходящим незнакомцем» (англ.) (за роль Рокки Папасано)          |                                                                                   |
| Лучшая мужская роль (драма)                                                                              | • Пол Ньюман — «Хад» (за роль Хада Бэннона)                                                  |                                                                                   |
| Лучшая мужская роль (драма)                                                                              | • Грегори Пек — «Капитан Ньюмен, доктор медицины» (за роль капитана Джошуа Дж. Ньюмэна)      |                                                                                   |
| Лучшая мужская роль (драма)                                                                              | • Том Трайон — «Кардинал» (за роль Стивена Фермойла)                                         |                                                                                   |
| Лучшая женская роль (драма)                                                                              |                                                                                              | • Лесли Карон — «Угловая комната» (англ.) (за роль Джейн Фоссет)                  |
| Лучшая женская роль (драма)                                                                              | • Полли Берген — «Сторож» (за роль Лорны Мелфорд)                                            |                                                                                   |
| Лучшая женская роль (драма)                                                                              | • Джеральдин Пейдж — «Игрушки на чердаке» (англ.) (за роль Кэрри Берньерс)                   |                                                                                   |
| Лучшая женская роль (драма)                                                                              | • Рейчел Робертс — «Такова спортивная жизнь» (за роль миссис Маргарет Хэммонд)               |                                                                                   |
| Лучшая женская роль (драма)                                                                              | • Роми Шнайдер — «Кардинал» (за роль Аннамарии фон Хартман)                                  |                                                                                   |
| Лучшая женская роль (драма)                                                                              | • Алида Валли — «Бумажный человек» (исп.) (за роль Ла Итальяны)                              |                                                                                   |
| Лучшая женская роль (драма)                                                                              | • Марина Влади — «Современная история: Королева пчёл» (за роль Режины)                       |                                                                                   |
| Лучшая женская роль (драма)                                                                              | • Натали Вуд — «Любовь с подходящим незнакомцем» (за роль Энджи Россини)                     |                                                                                   |
| Лучшая мужская роль (комедия или мюзикл)                                                                 |                                                                                              | • Альберто Сорди — «Дьявол» (итал.) (за роль Амедео Ферретти)                     |
| Лучшая мужская роль (комедия или мюзикл)                                                                 | • Альберт Финни — «Том Джонс» (за роль Тома Джонса)                                          |                                                                                   |
| Лучшая мужская роль (комедия или мюзикл)                                                                 | • Джеймс Гарнер — «Хитрые дельцы» (англ.) (за роль Генри Тайруна)                            |                                                                                   |
| Лучшая мужская роль (комедия или мюзикл)                                                                 | • Кэри Грант — «Шарада» (за роль Питера Джошуа)                                              |                                                                                   |
| Лучшая мужская роль (комедия или мюзикл)                                                                 | • Джек Леммон — «Нежная Ирма» (за роль Нестора Пату / лорда Икс)                             |                                                                                   |
| Лучшая мужская роль (комедия или мюзикл)                                                                 | • Джек Леммон — «Под деревом любви» (за роль Хогана)                                         |                                                                                   |
| Лучшая мужская роль (комедия или мюзикл)                                                                 | • Фрэнк Синатра — «Приди и протруби в свой рог» (англ.) (за роль Алана Бейкера)              |                                                                                   |
| Лучшая мужская роль (комедия или мюзикл)                                                                 | • Терри-Томас — «Мышь на Луне» (англ.) (за роль Мориса Спенда)                               |                                                                                   |
| Лучшая мужская роль (комедия или мюзикл)                                                                 | • Джонатан Уинтерс — «Этот безумный, безумный, безумный, безумный мир» (за роль Ленни Пайка) |                                                                                   |
| Лучшая женская роль (комедия или мюзикл)                                                                 |                                                                                              | • Ширли Маклейн — «Нежная Ирма» (за роль Ирмы)                                    |
| Лучшая женская роль (комедия или мюзикл)                                                                 | • Энн-Маргрет — «Пока, пташка» (за роль Ким МакАфи)                                          |                                                                                   |
| Лучшая женская роль (комедия или мюзикл)                                                                 | • Дорис Дэй — «Я вернулась, дорогой» (англ.) (за роль Эллен Вагстафф Арден)                  |                                                                                   |
| Лучшая женская роль (комедия или мюзикл)                                                                 | • Одри Хепбёрн — «Шарада» (за роль Реджины Лэмперт)                                          |                                                                                   |
| Лучшая женская роль (комедия или мюзикл)                                                                 | • Хэйли Миллс — «Летняя магия» (англ.) (за роль Нэнси Кэри)                                  |                                                                                   |
| Лучшая женская роль (комедия или мюзикл)                                                                 | • Молли Пикон — «Приди и протруби в свой рог» (за роль миссис Софи Бейкер)                   |                                                                                   |
| Лучшая женская роль (комедия или мюзикл)                                                                 | • Джилл Сент-Джон — «Приди и протруби в свой рог» (за роль Пегги Джон)                       |                                                                                   |
| Лучшая женская роль (комедия или мюзикл)                                                                 | • Джоан Вудвард — «Новый вид любви» (англ.) (за роль Саманты «Сэм» Блейк / Мими)             |                                                                                   |
| Лучший актёр второго плана                                                                               |                                                                                              | • Джон Хьюстон — «Кардинал» (за роль кардинала Гленнона)                          |
| Лучший актёр второго плана                                                                               | • Ли Джей Кобб — «Приди и протруби в свой рог» (за роль Гарри Р. Бейкера)                    |                                                                                   |
| Лучший актёр второго плана                                                                               | • Бобби Дарин — «Капитан Ньюмен, доктор медицины» (за роль капрала Джима Томпкинса)          |                                                                                   |
| Лучший актёр второго плана                                                                               | • Мелвин Дуглас — «Хад» (за роль Гомера Бэннона)                                             |                                                                                   |
| Лучший актёр второго плана                                                                               | • Хью Гриффит — «Том Джонс» (за роль сквайра Уэстерна)                                       |                                                                                   |
| Лучший актёр второго плана                                                                               | • Пол Манн — «Америка, Америка» (за роль Алеко Синникоглу)                                   |                                                                                   |
| Лучший актёр второго плана                                                                               | • Родди Макдауэлл — «Клеопатра» (за роль Октавиана Августа)                                  |                                                                                   |
| Лучший актёр второго плана                                                                               | • Грегори Розакис — «Америка, Америка» (за роль Хоханнеса Гардашьяна)                        |                                                                                   |
| Лучшая актриса второго плана                                                                             |                                                                                              | • Маргарет Рутерфорд — «Очень важные персоны» (англ.) (за роль герцогини Брайтон) |
| Лучшая актриса второго плана                                                                             | • Дайан Бэйкер — «Нобелевская премия» (за роль Эмили Стратман)                               |                                                                                   |
| Лучшая актриса второго плана                                                                             | • Джоан Гринвуд — «Том Джонс» (за роль леди Белластон)                                       |                                                                                   |
| Лучшая актриса второго плана                                                                             | • Уэнди Хиллер — «Игрушки на чердаке» (за роль Анны Берньерс)                                |                                                                                   |
| Лучшая актриса второго плана                                                                             | • Линда Марш — «Америка, Америка» (за роль Томны Синникоглу)                                 |                                                                                   |
| Лучшая актриса второго плана                                                                             | • Патриция Нил — «Хад» (за роль Альмы Браун)                                                 |                                                                                   |
| Лучшая актриса второго плана                                                                             | • Лизелотта Пульвер — «Большое дело» (англ.) (за роль Сони)                                  |                                                                                   |
| Лучшая актриса второго плана                                                                             | • Лилия Скала — «Полевые лилии» (за роль матери-настоятельницы Марии)                        |                                                                                   |
| Лучший дебют актёра                                                                                      | • Альберт Финни — «Том Джонс»                                                                | • Альберт Финни — «Том Джонс»                                                     |
| Лучший дебют актёра                                                                                      | • Статис Ялелис — «Америка, Америка»                                                         |                                                                                   |
| Лучший дебют актёра                                                                                      | • Роберт Уокер мл. — «Церемония» (англ.)                                                     |                                                                                   |
| Лучший дебют актёра                                                                                      | • Ален Делон — «Леопард»                                                                     |                                                                                   |
| Лучший дебют актёра                                                                                      | • Питер Фонда — «Победители»                                                                 |                                                                                   |
| Лучший дебют актёра                                                                                      | • Ларри Такер — «Шоковый коридор»                                                            |                                                                                   |
| Лучший дебют актрисы                                                                                     | • Урсула Андресс — «Доктор Ноу»                                                              | • Урсула Андресс — «Доктор Ноу»                                                   |
| Лучший дебют актрисы                                                                                     | • Типпи Хедрен — «Птицы»                                                                     |                                                                                   |
| Лучший дебют актрисы                                                                                     | • Эльке Зоммер — «Нобелевская премия»                                                        |                                                                                   |
| Лучший дебют актрисы                                                                                     | • Джоуи Хизертон — «Сумерки чести» (англ.)                                                   |                                                                                   |
| Лучший дебют актрисы                                                                                     | • Лесли Пэрриш — «За любовь или за деньги» (англ.)                                           |                                                                                   |
| Лучший дебют актрисы                                                                                     | • Мэгги Смит — «Очень важные персоны»                                                        |                                                                                   |
| Лучшая музыка к фильму                                                                                   | Не присуждалась                                                                              | Не присуждалась                                                                   |
| Лучшая песня                                                                                             | Не присуждалась                                                                              | Не присуждалась                                                                   |
| Лучший фильм, пропагандирующий мировое взаимопонимание (Best Film Promoting International Understanding) | • Полевые лилии / Lilies of the Field (реж. Ральф Нельсон)                                   | • Полевые лилии / Lilies of the Field (реж. Ральф Нельсон)                        |
| Лучший фильм, пропагандирующий мировое взаимопонимание (Best Film Promoting International Understanding) | • Большое дело / A Global Affair (реж. Джек Арнольд)                                         |                                                                                   |
| Лучший фильм, пропагандирующий мировое взаимопонимание (Best Film Promoting International Understanding) | • Америка, Америка / America America (реж. Элиа Казан)                                       |                                                                                   |
| Лучший фильм, пропагандирующий мировое взаимопонимание (Best Film Promoting International Understanding) | • Капитан Ньюмен, доктор медицины / Captain Newman, M.D. (реж. Дэвид Миллер)                 |                                                                                   |
| Лучший фильм, пропагандирующий мировое взаимопонимание (Best Film Promoting International Understanding) | • Кардинал / The Cardinal (реж. Отто Премингер)                                              |                                                                                   |
| Лучший иностранный фильм (Samuel Goldwyn International Award)                                            | • Том Джонс / Tom Jones (Великобритания)                                                     | • Том Джонс / Tom Jones (Великобритания)                                          |
| Лучший иностранный фильм (Samuel Goldwyn International Award)                                            | • Мелодия из подвала / Mélodie en sous-sol (Франция)                                         |                                                                                   |
| Лучший иностранный фильм (Samuel Goldwyn International Award)                                            | • Вчера, сегодня, завтра / Ieri, oggi, domani (Италия)                                       |                                                                                   |
| Лучший иностранный фильм (Samuel Goldwyn International Award)                                            | • Четыре дня Неаполя / Le quattro giornate di Napoli (Италия)                                |                                                                                   |
| Лучший иностранный фильм (Samuel Goldwyn International Award)                                            | • Дьявол / Il diavolo (Италия)                                                               |                                                                                   |
| Лучший иностранный фильм (Samuel Goldwyn International Award)                                            | • Рай и ад / 天国と地獄 (Tengoku to jigoku) (Япония)                                         |                                                                                   |
| Лучший иностранный фильм (Samuel Goldwyn International Award)                                            | • В одиночку через Тихий океан / 太平洋ひとりぼっち (Taiheiyô hitoribocchi) (Япония)         |                                                                                   |
| Лучший иностранный фильм (Samuel Goldwyn International Award)                                            | • Церемония / The Ceremony (Испания, США)                                                    |                                                                                   |
| Лучший иностранный фильм (Samuel Goldwyn International Award)                                            | • Угловая комната / The L-Shaped Room (Великобритания)                                       |                                                                                   |
| Лучший иностранный фильм (Samuel Goldwyn International Award)                                            | • Такова спортивная жизнь / This Sporting Life (Великобритания)                              |                                                                                   |

### Телевизионные награды
| Категории               | Лауреаты и номинанты                                                             | Лауреаты и номинанты                          |
| ----------------------- | -------------------------------------------------------------------------------- | --------------------------------------------- |
| Лучшое ТВ-шоу (драма)   | • Шоу Ричарда Буна / The Richard Boone Show                                      | • Шоу Ричарда Буна / The Richard Boone Show   |
| Лучшое ТВ-шоу (драма)   | • Бонанза / Bonanza                                                              |                                               |
| Лучшое ТВ-шоу (драма)   | • Защитники / The Defenders                                                      |                                               |
| Лучшое ТВ-шоу (драма)   | • Одиннадцатый час / The Eleventh Hour                                           |                                               |
| Лучшое ТВ-шоу (драма)   | • Сыромятная плеть / Rawhide                                                     |                                               |
| Лучшое ТВ-шоу (комедия) | • Шоу Дика Ван Дайка / The Dick Van Dyke Show                                    | • Шоу Дика Ван Дайка / The Dick Van Dyke Show |
| Лучшое ТВ-шоу (комедия) | • Деревенщина из Беверли-Хиллз / The Beverly Hillbillies                         |                                               |
| Лучшое ТВ-шоу (комедия) | • Шоу Боба Хоупа / The Bob Hope Show                                             |                                               |
| Лучшое ТВ-шоу (комедия) | • Шоу Джека Бенни / The Jack Benny Show                                          |                                               |
| Лучшое ТВ-шоу (комедия) | • Час Рэда Скелтона / The Red Skelton Hour                                       |                                               |
| Лучшее ТВ-шоу (Variety) | • Шоу Дэнни Кэя / The Danny Kaye Show                                            | • Шоу Дэнни Кэя / The Danny Kaye Show         |
| Лучшее ТВ-шоу (Variety) | • Шоу Энди Уильямса / The Andy Williams Show                                     |                                               |
| Лучшее ТВ-шоу (Variety) | • Шоу Гарри Мура / The Garry Moore Show                                          |                                               |
| Лучшее ТВ-шоу (Variety) | • Шоу Джуди Гарленд / The Judy Garland Show                                      |                                               |
| Лучшее ТВ-шоу (Variety) | • Сегодня вечером (Шоу Джонни Карсона) / The Tonight Show Starring Johnny Carson |                                               |
| Лучший актёр на ТВ      |                                                                                  | • Микки Руни — «Микки» (англ.)                |
| Лучший актёр на ТВ      | • Ричард Бун — «Шоу Ричарда Буна»                                                |                                               |
| Лучший актёр на ТВ      | • Глисон Джеки — «Джеки Глисон: Журнал американской сцены» (англ.)               |                                               |
| Лучший актёр на ТВ      | • Лорн Грин — «Бонанза»                                                          |                                               |
| Лучший актёр на ТВ      | • Э. Г. Маршалл — «Защитники»                                                    |                                               |
| Лучшая актриса на ТВ    |                                                                                  | • Ингер Стивенс — «Дочь фермера» (англ.)      |
| Лучшая актриса на ТВ    | • Ширли Бут — «Хэзел» (англ.)                                                    |                                               |
| Лучшая актриса на ТВ    | • Кэролин Джонс — «Правосудие Берка» (англ.)                                     |                                               |
| Лучшая актриса на ТВ    | • Дороти Лоудон — «Шоу Гарри Мура»                                               |                                               |
| Лучшая актриса на ТВ    | • Глория Свенсон — «Правосудие Берка»                                            |                                               |

### Специальные награды
| Награда                                                     | Лауреаты     | Лауреаты          |
| ----------------------------------------------------------- | ------------ | ----------------- |
| Премия Сесиля Б. Де Милля (Награда за вклад в кинематограф) |              | • Джозеф Э. Левин |
| Премия Генриетты Henrietta Award (World Film Favorites)     |              | • Пол Ньюман      |
| Премия Генриетты Henrietta Award (World Film Favorites)     | • Софи Лорен |                   |
| Special Achievement Award                                   |              | • Конни Фрэнсис   |
| Мисс «Золотой глобус» 1964 (Символическая награда)          |              | • Линда Эванс     |